# Il villaggio globale
Il villaggio globale è un album di Tony Esposito, pubblicato dalla Bubble Record nel 1990.
Contiene fra gli altri il brano Novecento Aufwiedersehen, interpretato insieme ad Eugenio Bennato e presentato al Festival di Sanremo 1990.
L'artwork della copertina è di Carlo Mirabasso.

## Tracce
1. Babylon 4:42
2. No Voice No Noise 4:03
3. Giochi non giochi 4:16
4. Crazy conga 5:03
5. For the Children Know 3:47
6. Alma mi alma 4:19
7. Novecento Aufwiedersehen (con Eugenio Bennato) 4:28
8. Cantomaria 3:25
9. Malimba 3:50